# Lily Tuck
Lily Tuck (ur. 10 października 1938) – amerykańska pisarka i autorka opowiadań. W 2004 roku zdobyła National Book Award za książkę The News from Paraguay. W sumie wydała 7 książek z literatury pięknej, jedną biografię i 3 zbiory opowiadań.
Tuck urodziła się w Paryżu, mieszkała także w Tajlandii, Peru i Urugwaju. Pierwszą książkę, Interviewing Matisse or the Woman Who Died Standing Up, wydała w 1991 roku. W 2000 roku była finalistką PEN/Faulkner Award. W 2004 otrzymała National Book Award w kategorii literatury pięknej. W 2018 została stypendystką Fundacji Guggenheima.

## Twórczość

### Powieści
- Sisters. Atlantic Monthly Press, 2017.  ISBN 978-0802127112
- The Double Life of Liliane. Atlantic Monthly Press, 2015. ISBN 978-0-8021-2402-9
- I Married You For Happiness. Atlantic Monthly Press, 2011. ISBN 978-0-8021-1991-9
- The News from Paraguay. Harper Collins, 2004. ISBN 978-0-06-620944-9
- Siam, or the Woman Who Shot a Man. Overlook Press, 1999. ISBN 978-0-87951-723-6
- The Woman Who Walked on Water. Riverhead Books, 1996. ISBN 978-1-57322-583-0
- Interviewing Matisse or the Woman Who Died Standing Up. Knopf, 1991. ISBN 978-0-394-58935-0

### Literatura faktu
- Woman of Rome: A Life of Elsa Morante. Harper Collins, 2008. ISBN 978-0-06-147256-5

### Zbiory opowiadań
- Heathcliff Redux and Other Stories. Atlantic Monthly Press, 2020. ISBN 978-0802147592
- The House at Belle Fontaine: Stories. Atlantic Monthly Press, 2013. ISBN 978-0-80212-016-8
- Limbo, and Other Places I Have Lived. Harper Perennial, 2002. ISBN 978-0-06-093485-9